# 洛佐韋 (切爾尼夫齊區)
48°30′39″N 28°1′53″E / 48.51083°N 28.03139°E
洛佐韋（烏克蘭語：Лозове）是位於烏克蘭西南部的村莊，由文尼察州裡莫希利夫-波季利斯基区的切爾尼夫齊市鎮負責管轄。該村面積2.25平方公里，海拔高度213米，2001年人口681，人口密度每平方公里302.4人。